# Yale Model Congress
Yale Model Congress (YMC) som grundades 1993 är den näst äldsta helt studentledda modellkongressen för high school-studenter i USA. Vartannat år kommer hundratals delegater till denna modellkongress vid Yale University, New Haven, Connecticut, USA, för att simulera USA:s kongress och därigenom få en praktisk träning i det politiska hantverket på högsta nivå. Kongressen hålls i början av december och är fyra dagar lång. Under dessa dagar deltar studenterna i omkring 20 kommittéer, vilka leds av Yale-studenter. De förbereder lagförslag (bills) och varje student ges också chansen att debattera sitt lagförslag genom ett parlamentssystem som baseras på Robert’s Rules of Order. Kongressen leds av en president, en Yale-student som väljs varje vår. Denne väljer sedan sitt kabinett (försvarsminister, bostadsminister, utbildningsminister med mera). 